# الحلة السيراء
الحُلَّةُ السِّيرَاء - 
وهو مؤلَّف لأبي عبد الله محمد بن عبد الله بن أبي بكر القضاعي البلنسي المعروف بابن الأبار. حققه الدكتور حسين مؤنس عام 1985م. وهو يعد من أفضل الكتب التي ألفها ابن الأبار، وأعظمها فائدة بل هو كنز ثمين لا يستغنى عنه أى باحث في التراث الأندلسي. وقيل إن عنوانه كان "الحلة السِّيراء في شعرالأمراء"، ولكن لم يجد د.حسين مؤنس -محقق هذا المؤلَّف - ما يؤيد هذا الكلام.

## التعريف بالمؤلف[3]
ولد ابن الأبار القضاعي في عام خمس مئة وخمسة وتسعين هجرية؛ وهى الحقبة التي استأثر فيها الموحدون بحكم بلاد الأندلس ، وقد نهل ابن الأبار من العلوم التي كانت سائدة في عصره. ووصل إلى الوظائف الكبرى في عنفوان شبابه؛  فقد أوتى من الذكاء وقوة الذاكرة والبلاغة والفصاحة ما جعله أهلاً لهذه الوظائف.وكان _أيضًا_صدرًا في بلده بلنسية وكذلك في كل بلد حل فيه .ولكنه لم يسعد في حياته الطويلة إلا بفترات قصار  معظمها  وهو دون الثلاثين ،  وكان والده عبد الله بن أبي بكرالقضاعى من أهل العلم والدين.وقد درس على أجلاء أهل العلم في عصره. وأجاز له الكثيرون منهم رواية كتبهم ورواياتهم ؛  أى أن ابن الأبار قد نشأ في بيت علم ودين. واستفاد كثيرًا من والده.كما أنه تتلمذ على يد شيوخٍ أفاضل ،فقد أخذ  الفقه والحديث عن أبي عبدالله بن نوح السرقسطى وعن محمد بن  محمد ابن أبي زاهر ،وعن أبي الخطاب أحمدبن محمد بن واجب القيسى وهم من العلماء الأجلاء في عهده.وقد أخذ التاريخ عن أبى  سليمان داوود بن سليمان ..........بن حوط الله الأنصارى الذي كان  من المعنيين بالأخبار وممن كتبوا فهرسة لشيوخهم. كما أنه  أخذ الأدب والنحو عن محمد بن محمد بن عبد العزيز الأنصارى  وعن أبي عبد الله  محمد بن إبراهيم بن مسلم البكرى. ولابن الأبَّار مؤلفات كثيرة ولكن ضاع معظمها، وكانت تنحصرفي ميادين ثلاثة: الحديث والأدب والتاريخ. ففي الحديث عُثر على مؤلَّف يُدعى"المأخذ الصالح في  حديث معاوية بن صالح"، وكان معاوية هذا من أوائل فقهاء الأندلس، وله في الأدب كتاب عنونه باسم " مقتضب تحفة القادم".  أماكتبه التي ألفها فيالتاريخ  فلم يتبق منها إلا خمسة مؤلفات وهى كالتالى: {1}الحلة السيراء . {2}المعجم في أصحاب أبي على الصدفي.      {3} التكملة لكتاب الصلة . {4 }إعتاب الكتاب.{5} تحفة القادم.

## محتويات الكتاب ومضمونه[4]
ترجم  ابن الأبَّار في هذا الكتاب لعددٍ كبيرٍ من الشَّخصيات التَّاريخيَّة في بلاد الأندلس والمغرب من القرن  الأول الهجري  حتى منتصف القرن السابع الهجري.بالإضافة إلى بعض الشخصيات الشهيرة  في المشرق ،والتي كان لها نصيب في فُتُوح الأندلس والمغرب ،  ومن يطالع  هذا المؤلًّف سيجد أنه مكون من جزءين: الجزء الأول: حاول فيه ابن الأبار أن يترجم لشخصيات عدة  من القرن الأول الهجريحتى القرن الرابع الهجري.فقد بدأ بأبى عبد الله عمرو بن العاص. واختتمم هذا الجزء بابن حمدون الجذامى بن الأندلسي،وعدد التَّراجم التي في هذا الجزء مئة وإحدى عشرة.  أما الجزء الثانى: فقد انقسم إلى شقين :الأول وقد تحدث فيه عن تراجم أبرزالشخصيات التي برزت في القرن الخامس الهجري  حتى القرن السابع الهجري.و استهله بسليمان بن الحكم بن سليمان بن عبد الرحمن الناصرالمستعين بالله واختتمه بسعيد بن حكم بن عمر القرشى الذي ولد  بمدينة طبيرة بغرب الأندلس وهو من مشاهير القرن السابع الهجري.  بينما أشار في الشق الثانى من الجزء الثانى إلى بعض الشخصيات الشهيرة التي اشتهرت في بلادالمشرق والمغرب والأندلس. من المئة الأولى إلى المئة الرابعة ،وقد تحدث عن أخبارهم ونوادرهم دون أن يذكر أشعارهم. وعنون هذه الجزئية كالتالى:"باب في الذين ماعثرت على أشعارهم فاقتصرت على نكت من أخبارهم".واستهل هذه الجزئية بعبد الله بن أبي سرح العامرى واختتمها بذكر أبي تميم معد بن إسماعيل بن محمد بن عبيد الله. وعدد التراجم في هذا الجزء مئة وخمس تراجم.أىأن هذا المؤلَّف احتوى على مئتين وست عشرة ترجمة.